# أندرو جافي
أندرو جافي (بالإنجليزية: Andrew Jaffe)‏ هو صحفي أمريكي، ولد في 2 أغسطس 1938، وتوفي في 26 فبراير 2010.